# Hur E D möjligt?
Hur E D möjligt? är en låt av Just D. Låten finns med på deras andra album,Svenska ord från 1991, och från vilken den utgavs som singel samma år. Den placerade sig som bäst på Trackslistans nionde plats i juni 1991. Den tog sig också in på Svensktoppen, på nionde plats under en vecka, och på Sommartoppen samma sommar. Den räknades som gruppens genombrottslåt tack vare placeringar på listor och för att den spelades mycket i radio.